# Уржил
Уржи́л (бур. Үрэжэл — плодородие, размножение) — улус в Баргузинском районе Бурятии. Входит в сельское поселение «Баянгольское».

## География
Расположен в 9 км к северо-востоку от центра сельского поселения, улуса Баянгол.

## Население
| 2002 | 2010 |
| ---- | ---- |
| 343  | ↘211 |